# (74456) 1999 CN30
(74456) 1999 CN30 – planetoida z pasa głównego asteroid okrążająca Słońce w ciągu 5,82 lat w średniej odległości 3,23 j.a. Odkryta 10 lutego 1999 roku.